# Acanthocarpus (botanica)
Acanthocarpus Lehm., 1848 è un genere di piante angiosperme monocotiledoni della famiglia Asparagaceae (sottofamiglia Lomandroideae).

## Distribuzione e habitat
L'intero genere è endemico nello stato dell'Australia Occidentale.

## Tassonomia
Il genere Acanthocarpus comprende le seguenti specie:
- Acanthocarpus canaliculatus A.S.George
- Acanthocarpus humilis A.S.George
- Acanthocarpus parviflorus A.S.George
- Acanthocarpus preissii Lehm.
- Acanthocarpus robustus A.S.George
- Acanthocarpus rupestris A.S.George
- Acanthocarpus verticillatus A.S.George